# Rišpet
Rišpet - LGBT udruga Split nastala je 2013. godine ususret trećem Split Prideu Udrugu su osnovali volonteri Split Pridea koji su prijašnjih godina radili na organizaciji splitske povorke ponosa. Udruga je aktivno prestala djelovati 2016., a pravno je ugašena početkom 2020. godine.
Rišpet je splitski izraz za poštovanje, što su osnivači Udruge željeli za LGBTIQ sugrađane. Iz potreba da Split Pride po prvi puta bude suorganiziran od strane lokalnog stanovništva prva Splitska LGBT udruga se bavila javnim zagovaranjem prava LGBT osoba i preuzela je organizaciju Split Pride-a te nastavila raditi na promociji ljudskih prava LGBT osoba kroz cijelu godinu. Početke udruge, osim suorganizacije Split Pride-a 2013, obilježile su mnoge edukativne filmske projekcije, predavanja te javne tribine u suradnji sa Splitskom feminističkom udrugom Domine te zagrebačkim udrugama Kontra i Iskorak. Udruga je sljedećih godina bila manje aktivna od 2016. godine i pravno je prestala s radom 3. veljače 2020. po pravomoćnom rješenju Trgovačkog suda Split broj St-452/2019-7.

## Ciljevi
- eliminacija svih oblika diskriminacije i nasilja na temelju spolne orijentacije, rodnog identiteta i rodnog izražavanja
- unapređenje zakonskih okvira za zaštitu ljudskih prava LGBT osoba
- unapređenje zdravstvenih okvira za zaštitu zdravlja i pristupa zdravstvenim i socijalnim uslugama u svrhu poboljšanja kvalitete življenja seksualnih i rodnih manjina
- afirmacija i destigmatizacija LGBT osoba
- promicanje društvenih promjena povezujući obrazovanje, aktivizam i istraživanje te doprinos razvoju demokratskog i civilnog društva,  zaštiti i promociji ljudskih i građanskih prava i sloboda, razvoju volonterstva te neprofitnog poduzetništva
- ostvarenje slobodnog, demokratskog, laičkog, emancipiranog i civilnog društva u kojemu su temeljne vrijednosti sloboda, mir, nenasilje, individualnost, pravednost, rodna ravnopravnost, spolna ravnopravnost, prihvaćanje, sloboda govora, sloboda misli, te očuvanje, promicanje i prihvaćanje različitosti, sloboda izražavanja kao i pravo na samoidentifikaciju i samodefiniciju

## Djelatnosti
- javno zagovaranje, zaštita i promicanje prava LGBT osoba, organiziranje javnih okupljanja, informiranje i edukacija putem publikacija, medija i socijalnih mreža, radionica, tečajeva, predavanja, seminara, tribina, kongresa i drugih aktivnosti u skladu s ciljevima udruge
- zalaganje protiv svih vrsta diskriminacije i nasilja na osnovi spolne orijentacije, rodnog identiteta i rodnog izražavanja
- suradnja s drugim domaćim i inozemnim organizacijama i osobama koje se zalažu za iste i slične ciljeve
- pružanje psihosocijalne podrške i savjetovanja LGBT osobama i njihovim obiteljima i prijateljima
- organiziranje kulturnih događanja, izložaba, koncerata, javnih projekcija filmova, festivala i drugih aktivnosti usmjerenih na promicanje LGBT i queer kulture. Izvedbena umjetnost i izdavaštvo
- poticanje samoorganiziranja LGBT i mladih LGBT osoba radi ostvarivanja njihovih prava te promicanje volonterskog rada i aktivnog sudjelovanje u zajednici
- organiziranje seminara i predavanja, održavanje internetskih stranica

## Aktivnosti
- Docu.[čet] - projekt jednomjesečnih projekcija dokumentarnog filma uz razgovor o filmu s gostujućim govornicima. Cilj Docu.[čet]-a je jednom mjesečno okupiti splitsku LGBT zajedniceu, dati im mogućnost da se upoznaju u sigurnom okruženju kako bi se osnažili, zabavili ali i educirali. Prikazivanjem dokumentarnih filmova koji obrađuju različite segmente queer tematike, upoznati zajednicu s njihovim pravima, počecima i važnosti LGBT pokreta, situacijom u drugim dijelovima svijeta te o pravnom i političkom značaju LGBT pokreta kao i samog Pride-a. Nakon filma, uz gostujuće govornike, i sama publika ima mogućnost postavljati pitanja i sudjelovati u razgovoru na temu filma.

- Moj korak se čuje - serija kratkih istinitih priča o ˝coming out-u˝. - Ideja projekta ˝U srednjoj školi i danas moj korak se čuje˝ bila je sakupiti coming out ispovjesti srednjoškolaca s područja Splitsko-dalmatinske županije. Sakupljeno je 5 priča iz Splita, Solina, Kaštela i Trogira koje su kasnije mladi glumci Splitske umjetničke Akademije snimili. Audio priče su montirane kao 18 minutni video s imenom grada i audiom pojedinih priča. / Link na priče

- Javna tribina - Potrebe Splitske LGBT zajednice, ususret lokalnim izborima - U suradnji s partnerskim udrugama Kontra i Iskorak, 03.05.2013. u kinoteci Zlatna vrata, održana je javna tribina ususret izborima za gradonačelnicu/gradonačelnika Grada Splita. Razgovaralo se o LGBT osobama koje žive u Splitu u strahu od nasilja, Splitu kao potencijalnoj turističkoj destinaciji za ˝gay turizam˝, te nadolazećem Split Prideu. Ivo Baldasar, tadašnji kandidat za gradonačelnika, obečao je splitskoj LGBT zajednici kako će sudjelovati u Split Pride-u te kako će otvoriti LGBT Centar Split. / Link na snimku javne tribine

## Vanjske poveznice
- Službene Facebook stranice